# NGC 814
NGC 814 (również PGC 8319) – galaktyka soczewkowata (S0), znajdująca się w gwiazdozbiorze Wieloryba.
Odkrył ją Ormond Stone 6 stycznia 1886 roku. Ponieważ pozycja podana przez niego obarczona była błędem, przez wiele lat obiekt NGC 814 uznawany był za „zaginiony”, bądź błędnie identyfikowano go jako galaktykę PGC 7799. Już po obserwacji Stone wykonał jednak szkic obserwowanego przez siebie rejonu nieba; jego analiza pozwoliła ustalić, że to galaktyka PGC 8319 była obiektem, który zaobserwował.